# Dhan Gopal Mukerdží
Dhan Gopal Mukerdží (angl. Mukerji, též Mukerjee, v bengálštině ধন গোপাল মুখোপাধ্যায়, přepis Dhôn Gopal Mukhopaddhae) (6. července 1890 – 14. července 1936); první indický spisovatel úspěšný tvorbou v anglickém jazyce, proslul především v USA. Jeho díla byla přeložena do řady jazyků včetně češtiny.

## Život
Narodil se na okraji džungle poblíž Kalkaty, hlavního města indického Bengálska. Ve věku 20 let ho rodiče poslali do Japonska, odkud se brzy přestěhoval do USA. Studoval v San Francisku, oženil se s malířkou Ethel Ray Duganovou (jejich syn, rovněž Dhan Gopal, známý jako Dan, později pracoval ve vysoké funkci pro PANAM).
Ve dvacátých letech se odstěhoval do New Yorku, kde započalo jeho spisovatelsky nejplodnější období. Roku 1923 vydal autobiografickou knihu, avšak detaily z jeho pozdějšího života jsou nejasné. Navzdory tomu, že měl mnoho přátel, cítil se v Americe izolovaný a omezený, protože vyjma psaní, shánění peněz a obstarávání zábavy pro celebrity neměl mnoho co na práci. Životní rozhodnutí mu znemožnila vrátit se natrvalo do Indie, a proto si stesk po rodné zemi kompenzoval psaním o džungli a zvířatech. Nešťastná poslední léta ho zavedla hlouběji do spirituality, podporované zájmem Západu o duchovní dědictví jeho domoviny, a potřebou vysvětlovat myšlenkový svět Indie převážně americkým čtenářům. 14. července 1936 se v New Yorku oběsil krátce po svých 46. narozeninách.

## Dílo
Řada Mukerdžího děl je věnována dětem, za knihu Gay Neck: The Story of a Pigeon (1927, česky Příběhy hrdinného holuba) získal r. 1928 ocenění American Library Association. Psal však i knihy naučné, především o indické spiritualitě. Kniha The Face of Silence (1926, česky Světec či Bůh?) o životě a díle indického světce Rámakrišny ovlivnila francouzského spisovatele Romaina Rollanda při psaní jeho významného dvoudílného spisu Mystický a činný život dnešní Indie (česky 1931, 1995). Do angličtiny přeložil i zásadní duchovní spis své země Bhagavadgítu, jejíž českou verzi zpracovanou podle Mukerdžího připravil (stejně jako řadu dalších Mukerdžího děl) překladatel a indolog Rudolf Janíček (1945, 1989, 1995, 1998). Mukerdží napsal i memoár My Brother's Face (1924) věnovaný jeho bratru Jadovi Gopal Mukerdžímu, který byl v Bengálsku bez soudu vězněn z politických důvodů. O svém životě a rozdílech mezi západním a východním vnímáním světa napsal autobiografickou knihu Caste and Outcaste (1923, česky Kasta a vyvržený).

## Zásadní díla
- Sandhya, případně Songs of Twilight (1917)
- Rajani, případně Songs of the Night (1922)
- Laila Majnu (1922)
- Kari the Elephant (1922)
- Caste and Outcaste (1923)
- My Brother's Face (1924)
- The Face of Silence (1926)
- Gay Neck: The Story of a Pigeon (1927)
- Ghond, the Hunter (1928)
- A Son of Mother India Answers (1928)
- Devotional Passages from the Hindu Bible (1929)
- Visit India With Me (1929)
- Disillusioned India (1930)
- Rama: The Hero of India (1930)
- The Song of God: Translation of the Bhagavad-Gita (1931)

## České překlady
Všechny tituly přeložil Rudolf Janíček.
- Zvířata a lidé v indických džunglích (1926), Mladá fronta, Praha
- Kasta a vyvržený (1932)
- Příběhy hrdinného holuba (1936), nakladatelství Vilímek Praha
- Můj slon Kárí (1936), nakladatelství Vilímek Praha
- Rámah a Sítá (Epos Rámájanam) (1946), nakladatelství Jiránek Železný Brod
- Světec či Bůh? (Šrí Rámakršna) (1946), nakladatelství V. Šeba, Praha
- Vůdce stáda (1946), nakladatelství V. Šeba, Praha
- Lovec Ghond (1947), nakladatelství V. Šeba, Praha
- Za Kárím v indické džungli (1948), nakladatelství Vilímek Praha
- Příběhy bengálského tygřete ,'Státní nakl. dětské knihy, Praha
- Přítel z oblaků (1994), Nakladatelství Santal
- Bajky a skazky staré Indie, Mladá fronta, Praha

Poznámka: O slonu Kárím (2008): výbor z obou Muderdžího knih o slonu Kárím zpracoval a pod vlastním jménem vydal Vladimír Hulpach. Vydání v Knižním klubu bylo doplněno ilustracemi Zdeňka Buriana z původních titulů vydaných ve 40. letech 20. století.